# A3 (Albanië)
De A3 is een autosnelweg in Albanië. De weg loopt tussen Tirana en Elbasan en is 31 km lang. De snelweg heeft 21 viaducten en twee tunnels.